# 阿児電報電話局

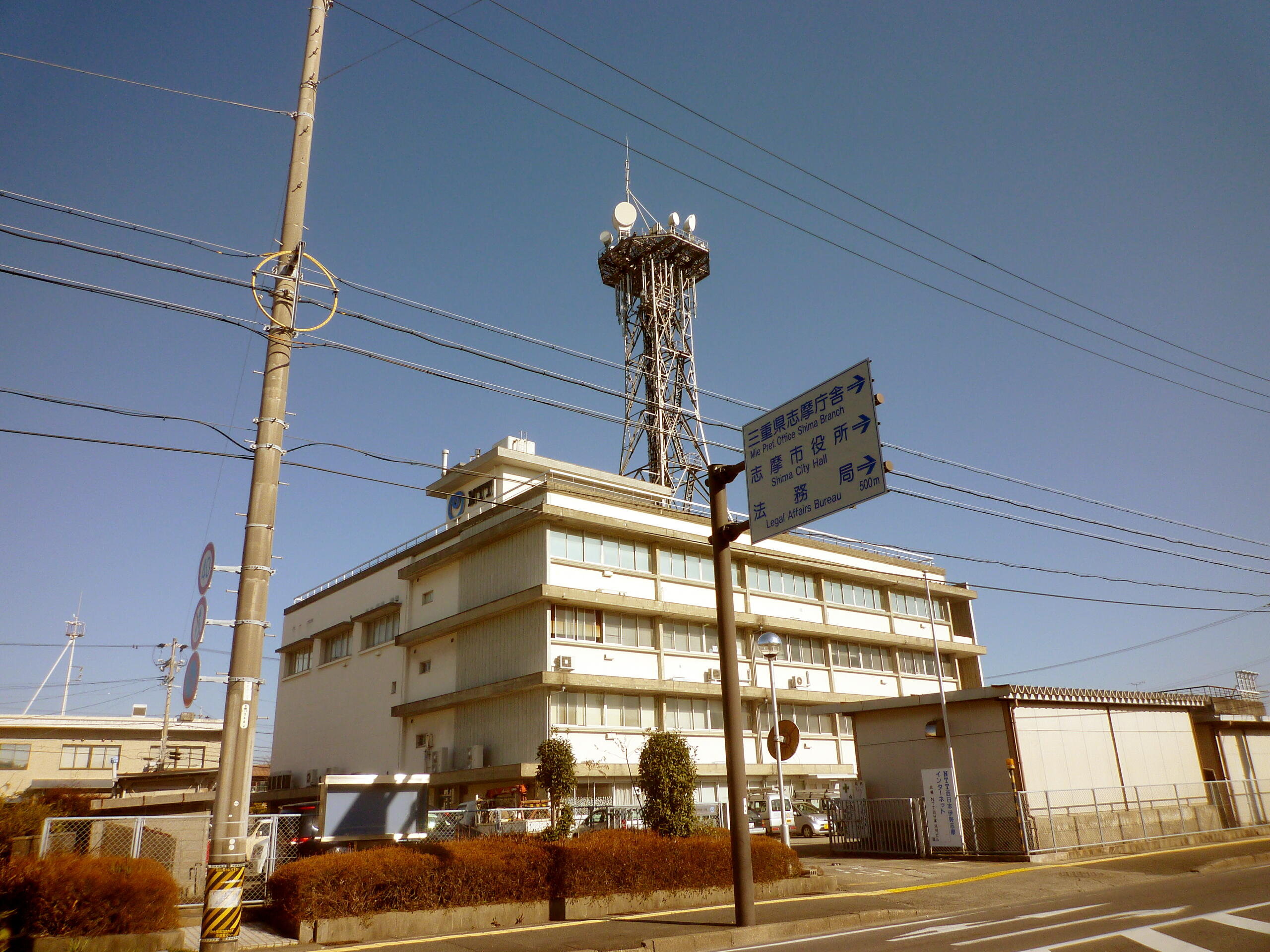
NTT阿児ビル（旧・阿児電報電話局）

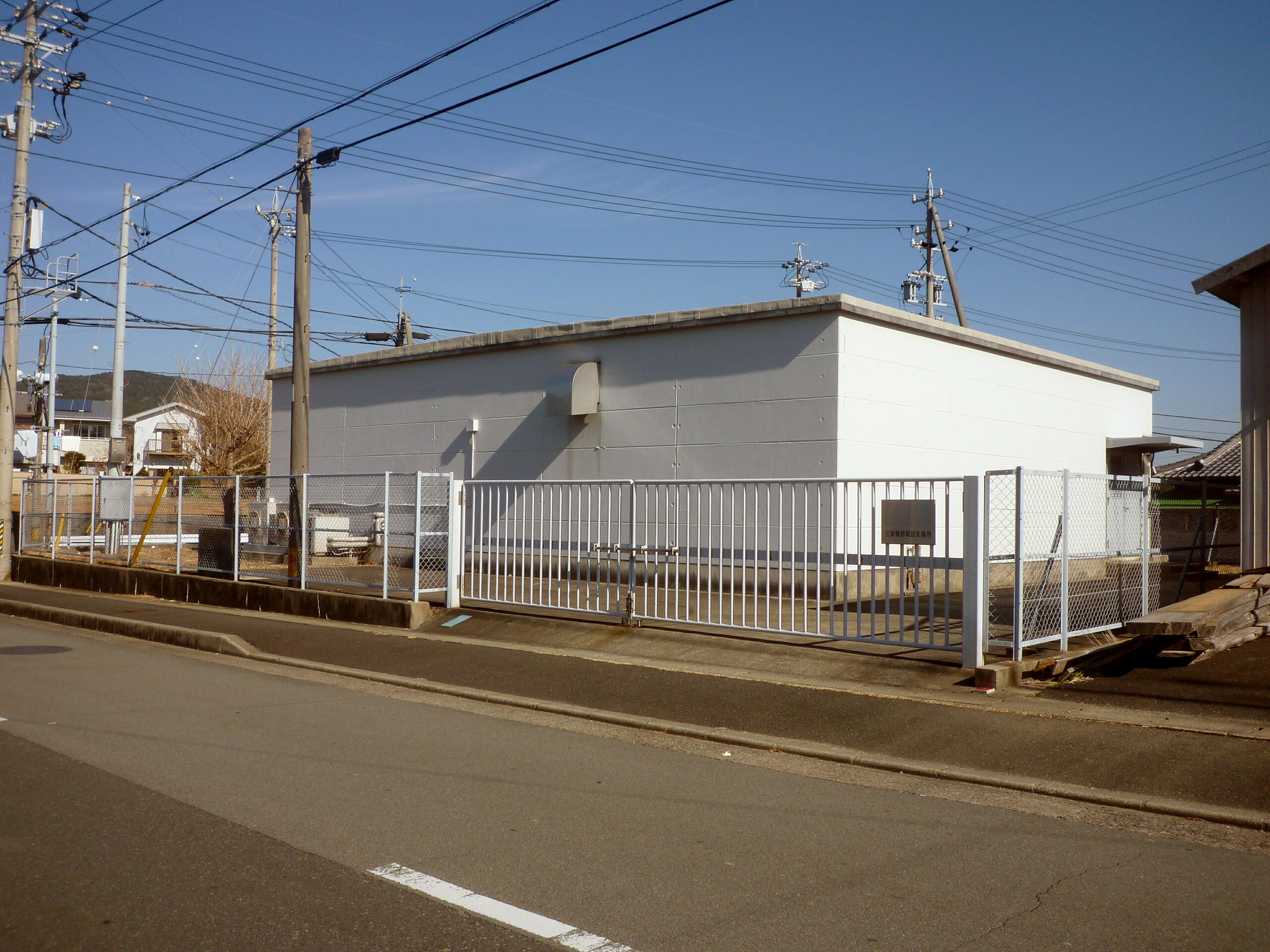
三重磯部電話交換所（旧・三重磯部電話交換局）

阿児電報電話局（あごでんぽうでんわきょく）は三重県志摩郡阿児町（現・志摩市）にあった日本電信電話公社（現:NTT西日本）の電報電話局。東海電気通信局三重電気通信部の管轄下にあった。

## 概要
- 所在地
  - 阿児電報電話局（現・NTT阿児ビル）：三重県志摩郡阿児町鵜方2011の1（現・三重県志摩市阿児町鵜方）（北緯34度19分46.8秒 東経136度49分46.3秒 / 北緯34.329667度 東経136.829528度）
  - 三重磯部電話交換局：三重県志摩郡磯部町迫間（現・三重県志摩市磯部町迫間）（北緯34度22分19.1秒 東経136度47分57.9秒 / 北緯34.371972度 東経136.799417度）
  - 的矢電話交換局：三重県志摩郡磯部町的矢（現・三重県志摩市磯部町的矢）

## 沿革
- 1967年（昭和42年）10月28日 - 阿児電報電話局開局[1]。甲賀電話交換局・安乗電話交換局開局。阿児郵便局・甲賀郵便局・国府郵便局の電話交換業務および和文電報配達業務、安乗郵便局・賢島郵便局の電話交換業務を引き継ぐ[2]。
- 1969年（昭和44年）
  - 4月11日 - 三重磯部電話交換局開局。磯部郵便局・浜島郵便局の電話交換業務を引き継ぐ[3]。
  - 7月19日 - 的矢電話交換局開局。的矢郵便局の電話交換業務を引き継ぐ[4]。
- 1974年（昭和49年）2月27日 - 宿田曽郵便局の電話交換業務を引き継ぐ[5]。
- 1978年（昭和53年）9月27日 - 多徳郵便局の電話交換業務および和文電報配達業務を引き継ぐ[6]。
- 1983年（昭和58年）2月15日 - 磯部郵便局・阿児安乗郵便局の和文電報配達業務を引き継ぐ[7]。
- 1984年（昭和59年）9月26日 - 的矢郵便局の和文電報配達業務の一部を引き継ぐ[8]。
- 1985年（昭和60年）4月1日 - 電電公社民営化に伴い、NTT三重支社の管轄となる。
- 1987年（昭和62年）6月30日 - 大王電報電話局・五ヶ所電報電話局の廃止に伴い、その業務を引き継ぐ[9]。
- 1989年（平成元年）4月1日 - NTT伊勢志摩支店阿児営業所となる。
- 1991年（平成3年）2月23日 - NTT伊勢志摩支店へ業務統合。